# Cristinápolis
Cristinápolis este un oraș în Sergipe (SE), Brazilia.